# Dimetotiazine
Dimetotiazine (INN) là một loại thuốc phenothiazine được sử dụng để điều trị chứng đau nửa đầu. Nó là một chất đối kháng serotonin và chất đối kháng histamine.